# (200345) 2000 JC1
(200345) 2000 JC1 es un asteroide perteneciente al cinturón de asteroides descubierto el 1 de mayo de 2000 por el equipo del Lincoln Near-Earth Asteroid Research desde el Laboratorio Lincoln, Socorro, Nuevo México, Estados Unidos.

## Designación y nombre
Designado provisionalmente como 2000 JC1.

## Características orbitales
2000 JC1 está situado a una distancia media del Sol de 2,788 ua, pudiendo alejarse hasta 3,818 ua y acercarse hasta 1,757 ua. Su excentricidad es 0,369 y la inclinación orbital 25,67 grados. Emplea 1700,45 días en completar una órbita alrededor del Sol.

## Características físicas
La magnitud absoluta de 2000 JC1 es 15,7. Tiene 4,676 km de diámetro y su albedo se estima en 0,067. 